# Gle Merah
Gle Merah är en kulle i Indonesien.   Den ligger i provinsen Aceh, i den västra delen av landet, 1 800 km nordväst om huvudstaden Jakarta. Toppen på Gle Merah är 27 meter över havet.
Terrängen runt Gle Merah är platt söderut, men åt nordost är den kuperad. Havet är nära Gle Merah åt sydväst.Runt Gle Merah är det glesbefolkat, med 18 invånare per kvadratkilometer. Omgivningarna runt Gle Merah är en mosaik av jordbruksmark och naturlig växtlighet.